# Miłka abisyńska
Miłka abisyńska, tef, teff, trawa abisyńska (Eragrostis tef) – gatunek rośliny zbożowej z rodziny wiechlinowatych, naturalnie rosnący w północno-wschodniej Afryce.

## Morfologia
Pędy generatywne dorastają do 70 cm, wyższe rośliny są rzadko spotykane. Plewka dolna na grzbiecie szorstka, wiecha kłoskowata o długości do 30 cm.
Ziarniaki trawy abisyńskiej są małe, lekkie i nagie, rozsiewane przez wiatr. Mają podłużny, jajowaty kształt oraz brunatno-żółte zabarwienie.

## Pochodzenie i występowanie
Eragrostis tef jest gatunkiem endemicznym dla Etiopii. Dokładna data i tereny udomowienia miłki abisyńskiej pozostają nieznane. Jednakże nie podlega wątpliwości, że zboże to znano i uprawiano już w czasach starożytnych. Szacuje się, że udomowienie miłki abisyńskiej nastąpiło od 8000 do 5000 lat temu za sprawą ludów zamieszkujących Wyżynę Abisyńską, które zapoczątkowały proces udamawiania wielu gatunków zwierząt gospodarskich i roślin uprawnych. Wyniki analiz genomu wskazują na Eragrostis pilosa jako najbardziej prawdopodobnego dzikiego przodka tego gatunku. Obecnie podaje się w wątpliwość wyniki XIX-wiecznych analiz nasion pochodzących ze stanowisk archeologicznych w Egipcie, które zidentyfikowano w owym czasie jako Eragrostis tef. Bardziej prawdopodobne jest, że były to nasiona E. aegyptiaca – trawy pospolicie występującej na terytorium Egiptu.
Miłka abisyńska została introdukowana do wielu części świata. W 1866 roku królewskie ogrody botaniczne w Kew sprowadziły nasiona z Etiopii i następnie rozpowszechniły na inne kontynenty. W 1911 roku introdukowano ten gatunek w Zimbabwe, Mozambiku, Kenii, Ugandzie i Tanzanii, w 1916 roku sprowadzono go do Kalifornii, Malawi, Zairu, Indii, Sri Lanki, Australii, Nowej Zelandii i Argentyny, a w 1940 roku do Palestyny.

## Ekologia
Miłka abisyńska, jako gatunek bardzo wcześnie udomowiony, występuje obecnie głównie w ekosystemach zmienionych przez działalność człowieka, takich jak trawiaste łąki czy pola uprawne. Jest komponentem agrocenoz. Jest odporna na choroby, daje duży plon. Warunki glebowe panujące na etiopskich polach (skorupiasta, pękająca gleba, susza oraz okresowe ulewy) wymuszają zastosowanie odpowiednich metod przygotowania łoża siewnego, takich jak stosowanie osłon w okresie suszy, czy wykonywanie bruzd odwadniających w sezonie wilgotnym. Przydatne okazują się również tradycyjne metody, jak próby określenia właściwych terminów siewu. Miłka abisyńska jest wrażliwa na długość dnia. Porównywano rozwój i kwitnienie roślin pochodzących z jednej linii, lecz uprawianych w Etiopii oraz w Anglii (w okresie letnim i zimowym). Najlepiej rozwijały się osobniki uprawiane w Etiopii, gdzie długość dnia wynosi około 12 godzin. W Anglii te same kultywary uprawiane w ogrzewanych szklarniach, w okresie zimowym (długość dnia ok. 8 godzin) osiągnęły zaledwie połowę wysokości osobników etiopskich. Odnotowano także zaburzenia procesu kwitnienia. Kwiaty pozostawały otwarte bardzo długo, a wiele z nich było sterylnych, co znacznie zmniejszyło plon. Okres stadium wegetatywnego znacznie się wydłużył, a osiągnięcie dojrzałości zajęło roślinom ok. 6 miesięcy. Wysokość roślin uprawianych latem okazała się większa od roślin z siewu zimowego. Ich okres wegetatywny był dłuższy od tych uprawianych w Etiopii, ale krótszy od zimowych. Nie odnotowano anomalii długości czasu otwarcia kwiatów, natomiast wciąż wiele z nich (w porównaniu do próby etiopskiej) okazało się sterylnych. Plon był wyższy niż w przypadku próby zimowej, lecz znacznie niższy niż w przypadku próby etiopskiej.

## Uprawa
Gatunek ten może być wysiewany na glebach zarówno suchych, jak i wilgotnych. Największe plony zbiera się na obszarach położonych na wysokości od 1800 do 2100 m n.p.m., przy opadach od 450 do 550 mm i temperaturze od 10 do 27 °C, nie toleruje żadnych mrozów. Miłka jest wrażliwa na długość nasłonecznienia w ciągu dnia, jej kwiaty najlepiej rozwijają się, gdy światło słoneczne dociera przez co najmniej 12 godzin.

## Zastosowanie
- Roślina jadalna. Uprawiana w rejonie Etiopii (miłka zaspokaja 2/3 zapotrzebowania na żywność tego kraju) i Erytrei[12], a także na mniejszą skalę w Indiach i Australii. Ze względu na małe rozmiary ziaren (nie więcej niż 1 mm średnicy) nadaje się w szczególności do prowadzenia nomadycznego trybu życia (rolnik jedną garścią nasion może obsiać całkiem duże pole)[4]. Gotowane nasiona miłki zawierają 75% wody, 20% węglowodanów, 4% białek oraz mniej niż 1% tłuszczów. 100 g gotowanych nasion dostarcza 101 kcal. Są bogatym źródłem błonnika, manganu, wapnia, witaminy B1, żelaza, fosforu, magnezu i cynku. Ponadto nie występuje w niej gluten, co czyni ją odpowiednią dla osób go nietolerujących. Z miłki wyrabia się mąkę, a także używa się jej do przyrządzania wyrobów alkoholowych (np. etiopskiego piwa zwanego tella). Wyrabia się z niej także tradycyjną etiopską potrawę o nazwie injera[4]. Miłka abisyńska używana jest podobnie do prosa czy quinoa, jednakże jej nasiona są dużo mniejsze, co istotnie obniża zużycie energii podczas ich obróbki.

- Fitoremediacja. Badania przeprowadzone na Wydziale Chemii Uniwersytetu w Mekelie (Etiopia) wykazały, że trawa abisyńska ma wysoką zdolność adsorpcji jonów metali ze ścieków przemysłu tekstylnego. Tef występuje obficie w Etiopii, jest więc łatwo dostępnym i tanim adsorbentem metali ciężkich[15].